# 人外×人間
人外×人間（じんがいかけるにんげん）とは、人外と人間の恋模様を指すジャンル。

## 概要
人外側が攻めの姿勢を取っている作品全般を指す。人外側が受けの姿勢の場合は、人間×人外 (にんげんかけるじんがい）という。